# Język kiriwina
Język kiriwina, także kilivila , boyowa, pol. również język kiriwiński  lub trobriandzki – język używany przez 20 tys. osób na Wyspach Trobrianda. Należy do grupy języków oceanicznych w ramach rodziny austronezyjskiej.
Ethnologue (wyd. 22) wyróżnia trzy dialekty: kitava, vakuta, sinaketa. R. Lawton (1995) wyróżnia pięć głównych dialektów z wyspy Kiriwina: kilivila (od którego bierze się nazwa języka), kuboma, luba, kavataria i kaibwagina.
Został udokumentowany w literaturze. Istnieją różne publikacje poświęcone językowi kiriwina i lokalnej kulturze. W języku polskim wydano opracowanie pt. Kiriwina: język Wysp Trobrianda . Jest zapisywany alfabetem łacińskim.

## System fonetyczny
Samogłoski
|          | Przednie | Centralne | Tylne |
| -------- | -------- | --------- | ----- |
| Wysokie  | i        |           | u     |
| Środkowe | e        |           | o     |
| Niskie   |          | a         |       |

Oprócz powyższych samogłosek istnieje sześć dyftongów: /ai/, /au/, /ei/, /eu/, /oi/ i /ou/.
Spółgłoski
Rozróżnienia między /l/ a /r/ i /l/ a /n/ są niejasne.

### Akcent
W języku kiriwina akcent pada z reguły na przedostatnią sylabę. Reguła ta sprawdza się w 95%.

## Gramatyka
Rzeczowniki
Kilka rzeczowników, zwłaszcza dotyczących krewnych lub części ciała, wymaga użycia afiksów osobowych.
- Przykładowe struktury: kada-la – (wuj – jego / jej)

Czasowniki
Rdzeń czasownika występuje zwykle z przedrostkiem i czasami z przyrostkiem.
Liczba
W języku kiriwina występują bardzo rzadkie liczby gramatyczne – potrójna i poczwórna .

## Związki frazeologiczne
- Kusisu, bala. – Pożegnaj się. (dosł. jesteś, będę odchodzić.)